# Yūto Aoki
Yūto Aoki (japanisch 青木 悠人 Aoki Yūto; * 11. Juli 1984 in der Präfektur Tokushima) ist ein japanischer Hürdenläufer, der sich auf die 110-Meter-Distanz spezialisiert hat.

## Sportliche Laufbahn
Erste internationale Erfahrungen sammelte Yūto Aoki im Jahr 2010, als er bei den Asienspielen in Guangzhou in 14,03 s den siebten Platz über 110 m Hürden belegte. 2014 beendete er vorläufig seine sportliche Laufbahn als Hürdenläufer, kehrte aber seit 2017 im Halbmarathon zur Leichtathletik zurück. 

## Persönliche Bestleistungen
- 100 m Hürden: 13,66 s (+1,8 m/s), 5. Juni 2010 in Marugame
- Halbmarathon: 1:01:32 h, 2. Februar 2020 in Marugame